# 薩沃堡 (堪薩斯州)
薩翁堡（英語：Savonburg）是一個位於美國堪薩斯州艾倫縣的城市。

## 地方資料
根據2010年美國人口普查的數據，薩翁堡的面積為0.50平方千米，當中陸地面積為0.50平方千米，而水域面積為0.00平方千米。當地共有人口109人，而人口密度為每平方千米218人。